# Мечети Петропавловска

## Существующие мечети
1. Областная мечеть, Улица Карима Сутюшева, 40, 500 мест.
2. Кызылжарская городская мечеть, Улица Георгия Жукова, 17,
3. Мечеть Дин Мухаммед (1851), Улица Советская, 22,
4. Мечеть Нур, Улица Жамбыла Жабаева, 160,
5. Мечеть Мухсин, Улица Волочаевская, 100,

## Исторические мечети
Исторические мечети Петропавловска — мечети в городе Петропавловск Акмолинской области (ныне Северо-Казахстанской области), построенные до 1917 года.
В начале XX века в Петропавловске насчитывалось шесть каменных и три деревянных мечети. Первая каменная мечеть была построена под горой с соизволения императрицы Екатерины II в 1795 году. Шестая каменная мечеть построена купцом Валитом Янгуразовым и его сыном в 1882 году. Кроме подгорной мечети, остальные пять каменных мечетей были построены в татарской слободе, примыкающей к центру города с западной стороны. Из них одна — на закрытом в 1849 году мусульманском кладбище в центре города. К началу XXI века в городе сохранилось в различной степени сохранности пять зданий каменных мечетей из шести и ни одной из трех деревянных мечетей, функционировавших в начале века.
Первая соборная мечеть — двухэтажная каменная мечеть была построена в 1860 году на деньги купца А. Мусатаева. В 1930-е годы была закрыта. Здание использовалось под цех хлебокомбината. Находилась на ул. Первомайской (бывшей Почтамтской).
Вторая соборная мечеть (Касымовская, Подгорная) — каменная мечеть была построена в 1795 году по личному указанию Екатерины II. Она являлась первой каменной мечетью в казахской степи и одним из первых каменных зданий в самом городе. В 1801 году частично разрушилась от удара молнии, перестроена в конце 1820-х годов. В 1930-е годы закрыта. В настоящее время здание используется как сауна. Находится по адресу ул. Комитерна (бывшая Большая).
Третья соборная мечеть (Муратовская) — каменная мечеть построена в 1868 году на средства купца С. Муратова на территории закрытого в 1849 году мусульманского кладбища, которое располагалось между улицами Ленина, Кирова, Горького и Пролетарской. После Великой Отечественной войны при строительстве обкома партии мечеть была снесена, на её месте мечети был построен детский сад. Находилась на ул. Горького (бывшей Хлебниковской). Имамом мечети в 1898-1931 годах был выпускник Стамбульского университета Мухаммеджан Бегишев.
Четвёртая соборная мечеть (Давлеткильдеевская) — каменная мечеть построена в 1870 году на средства купца М. Давлеткильдеева. Минарет частично сохранился, здание используется как подсобное помещение завода им. Кирова. Здание находится на ул. Попова (бывшая Степная).
Пятая соборная мечеть (Динмухаммедовская) — каменная мечеть построена в 1851 году татарским купцом Дин-Мухаммедом Бичуриным. В 1938 году была закрыта и использовалась не по назначению, минарет был разобран. В 1998 году была возвращена татаро-башкирской религиозной общине, начаты реставрационные работы. В 2001 году был восстановлен минарет. В настоящее время является действующей мечетью и памятником архитектуры. Находится на ул. Советской (бывшей Банковской).
Шестая соборная мечеть (Янгуразовская) — каменная мечеть построена в 1882 году на средства татарского купца Халита Янгуразова. В 1930-е годы была закрыта и использовалась не по назначению (пионерский клуб, ДЮСШ). В 1936 году был разобран минарет. В 1991 году возвращена верующим. При реконструкции в 1995 году прежний иглообразный минарет не был восстановлен. Мечеть находится на углу улиц Горького и Ульянова (бывших Хлебниковской и Думской).
Здания деревянных мечетей № 7, 8, 9 в советское время были снесены, а на их месте были возведены многоэтажные дома.